# سنجاب زمینی بلدینگ
سنجاب زمینی بلدینگ (نام علمی: Urocitellus beldingi) نام یک گونه از سرده سنجاب‌های زمینی تمام‌شمالی است.